# Skalka (hradiště)
Skalka je pravěké hradiště na východním okraji Velimi v okrese Kolín. Osídleno bylo ve dvou fázích ve střední době bronzové a mělo mohutné opevnění odkryté archeologickým výzkumem. Celá lokalita je od roku 1987 chráněna jako kulturní památka.

## Historie
Hradiště bylo osídleno příslušníky středodunajské mohylové kultury ve střední době bronzové, ale samotné místo bývalo osídleno i ve starších a pozdějších obdobích. Existují různé názory na funkci hradiště. Mohlo se jednat o významné obchodní, náboženské a mocenské centrum. Podle jiných výkladů se mohlo jednat o čistě vojenský objekt, nebo o místo, kde výrazně převládala náboženská funkce objektu doložená velkým množstvím lidských koster, z nichž některé nesly stopy poškození způsobené lidmi.
Hradiště vstoupilo do vědeckého povědomí v roce 1885, kdy byly na jeho ploše nalezeny zlaté spirály a odlévací formy. První archeologický výzkum Velimi vedl František Dvořák v letech 1923–1924. Později proběhly další výzkumy, ale většina poznatků byla získána až po roce 1984, kdy byl zahájen záchranný archeologický výzkum způsobený postupnou výstavbou rodinných domů na západním úbočí vrchu Skalka se zbytky hradiště.

## Stavební podoba
Hradiště se nachází na nevýrazném vrchu Skalka s nejvyšší nadmořskou výškou 210 metrů. Na povrchu nejsou patrné žádné pozůstatky, ale archeologicky byly odkryty zbytky rozsáhlého opevnění a dalších objektů. Zjištěné opevnění vzniklo nejméně ve dvou stavebních fázích. Opevněný areál měl rozměry až 1100 × 700 metrů s rozlohou sedmdesát až osmdesát hektarů.
Vnitřní opevnění hradiště vymezovalo kruhový areál s průměrem asi 160 metrů a tvořila je soustava příkopů a palisád. Vnější příkop byl široký až 5,5 metru a hluboký 1,6 metru. Za ním stávala palisáda a ve vzdálenosti pět až deset metrů se nacházel druhý příkop široký přibližně dva až pět metrů. Šest metrů za jeho vnitřní hranou stávala hradba složená ze dvou řad palisády. Jednotlivé kůly byly vsazeny do samostatných kůlových jamek vzdálených třicet až šedesát centimetrů. Obě řady palisády byly propojeny vodorovnými kůly a prostor mezi nimi vyplňovaly kameny a hlína. Oba příkopy byly přerušeny ve dvou místech několik metrů širokými vstupy. Vnější opevnění mělo pravděpodobně také kruhový půdorys s průměrem asi 280 metrů. Skládalo se z dvojice příkopů, mezi kterými vedla palisáda.
Starší fázi vnitřního opevnění v severní části narušila dvojice paralelních příkopů vedených směrem od severu k jihu. Vnější dosahoval šířky až 10,5 metru a vnitřní šest metrů. Hloubka obou se pohybovala od 1,7 do 1,9 metrů. Další příkop o šířce 10,5 metru narušil vnitřní příkop vnějšího opevnění.
Rozsáhlý systém opevnění byl nalezen před vnější fortifikací ze starší stavební fáze. Obklopoval nejspíše celé návrší a jeho šířka dosahovala až šedesáti metrů. Na vnějším okraji systému vedl asi deset metrů široký příkop, za kterým stála jeden metr široká kamenná hradba s čelní stěnou z bukových kůlů o průměru kolem patnácti centimetrů. Prostor za hradbou tvořil násep z materiálu vytěženého z příkopu. O násep se opírala vnější stěna druhé hradby. Také ta měla v čele palisádu, kterou s vnitřním sypaným tělesem propojovala dřevěná konstrukce.